# Eishockey in Jonsdorf
Eishockey wurde in Jonsdorf im Zittauer Gebirge von etwa 1954 bis 2024 betrieben. Ab Mitte der 1990er Jahre organisierte die ZSG Jonsdorf den Spielbetrieb. 2006 wurde aus der Abteilung Eishockey der ZSG der EHC Jonsdorfer Falken, der 2010 in die Oberliga aufgenommen wurde. 2015 ging der EHC in die Insolvenz und wurde durch den ESC Jonsdorf – Zittauer Gebirge abgelöst. 2024 löste dieser sich auf, nachdem die Gemeinde Jonsdorf den Betrieb der Eishalle eingestellt hatte.

## Geschichte

### ZSG Jonsdorf
Nachdem seit 1954 Eishockeymannschaften im Kreis Zittau existierten, wurde 1996 innerhalb der 1991 gründeten ZSG Jonsdorf (Zentrale Sportgemeinschaft Jonsdorf) die Sektion Eishockey gegründet.
| Saison  | Liga               | Platz                       |
| ------- | ------------------ | --------------------------- |
| 1997/98 | Landesliga Sachsen | Gruppe Ost                  |
| 1998/99 | Landesliga Sachsen |                             |
| 1999/00 | Landesliga Sachsen |                             |
| 2000/01 | Landesliga Sachsen |                             |
| 2001/02 | Landesliga Sachsen | Aufstieg in die Sachsenliga |
| 2002/03 | Sachsenliga        | 5. Platz                    |
| 2003/04 | Sachsenliga        | Vizemeister                 |
| 2004/05 | Sachsenliga        | 5. Platz                    |
| 2005/06 | Sachsenliga        | Vizemeister                 |

Ab der Saison 1997/98 nahm die erste Mannschaft mit dem Beinamen Falken in der Landesliga Sachsen Gruppe Ost am Spielbetrieb teil. Am Ende der Saison 2001/02 qualifizierte sich ZSG Johnsdorf für die Sachsenliga und stieg in diese auf. Nachdem die Mannschaft in der ersten Saison der neuen Spielklasse noch den fünften Rang belegt hatte, erreichte sie 2004 das Playoff-Finale, in dem sie dem 1. FEV Klingenthal/Brunndöbra mit 3:11 unterlag. 2006 erreichte die ZSG erneut den zweiten Platz in der Sachsenliga.

### EHC Jonsdorfer Falken (2006–2015)
Vor der Saison 2006/07 entstand aus dem sportlichen Bereich der Eishockeysparte der ZSG und dem bereits 1997 gegründeten Förderverein Freunde des Jonsdorfer Eishockey der neue Verein EHC Jonsdorfer Falken. Bei der ZSG blieb die Abteilung Eishockey zunächst in Form von hobbymäßig organisierten Mannschaften weiterbestehen. Bereits in der ersten Saison wurde der Club Meister der Sachsenliga und stieg in die Regionalliga Ost auf. Nach einer Neustrukturierung der Ober- und Regionalligen wurde der EHC Jonsdorfer Falken 2010 in die Oberliga Ost aufgenommen.
| Saison  | Liga                  | Platz   |
| ------- | --------------------- | ------- |
| 2006/07 | Sachsenliga           | Meister |
| 2007/08 | Regionalliga Nord/Ost | 10.     |
| 2008/09 | Regionalliga Ost      | 5.      |
| 2009/10 | Regionalliga Ost      | 6.      |
| 2010/11 | Oberliga Ost          | 7.      |
| 2011/12 | Oberliga Ost          | 5.      |
| 2012/13 | Oberliga Ost          | 4.      |
| 2013/14 | Oberliga Ost          | 8.      |

Neben der ersten Mannschaft nahmen unter dem Dach des Vereins Nachwuchsmannschaften einer Mädchenmannschaft mit dem Namen Jonsdorfer Eishasen am Spielbetrieb teil.
Ende September 2014 meldete der Verein Insolvenz an. Die weitere Teilnahme der Nachwuchsmannschaften für die Saison 2014/15 erfolgte als Spielgemeinschaften unter der Federführung des ELV Niesky. Da erst im November 2014 durch das zuständige Amtsgericht Dresden die Einsetzung eines vorläufigen Insolvenzverwalters erfolgte, nahm die Oberligamannschaft der Jonsdorfer Falken nicht am Spielbetrieb der Oberliga Ost teil. Mit Beschluss des Amtsgerichts Dresden vom 3. Februar 2015 wurde im Rahmen des Insolvenzverfahrens der Verein aufgelöst.

### ESC Jonsdorf (2015–2024)
Im März 2015 wurde mit dem Verein ESC Jonsdorf – Zittauer Gebirge ein neuer Verein gegründet. Er startete im Herbst 2015 als Black Panther Jonsdorf in der Regionalliga Ost, aus der er sich nach der Saison 2017/18 zurückzog. Da es unter der Regionalliga Ost keine sächsische Landesliga gab, trat der Verein 2018/19 in der Thüringenliga an, die er gewann. Von 2019 bis 2024 spielte die Mannschaft in der wieder ausgetragenen Landesliga Sachsen. Im Sommer 2024 stellte die Gemeinde Jonsdorf den Betrieb der Eishalle ein. Der ESC Jonsdorf meldete daher für 2024/25 keine Mannschaften mehr für den Spielbetrieb an und löste sich am 6. September 2024 auf. Durch einen Sponsor konnte die Öffnung der Eishalle im Winter 2024/25 schließlich doch finanziert werden, allerdings erst nach Beginn der Eishockey-Saison.
| Saison  | Liga               | Platz              |
| ------- | ------------------ | ------------------ |
| 2015/16 | Regionalliga Ost   | 9.                 |
| 2016/17 | Regionalliga Ost   | 6.                 |
| 2017/18 | Regionalliga Ost   | 8. (Rückzug)       |
| 2018/19 | Thüringenliga      | Meister            |
| 2019/20 | Landesliga Sachsen | Halbfinale         |
| 2020/21 | Landesliga Sachsen | Saison abgebrochen |
| 2021/22 | Landesliga Sachsen | 2.                 |
| 2022/23 | Landesliga Sachsen | 5.                 |
| 2023/24 | Landesliga Sachsen | 4.                 |

## Eisstadion

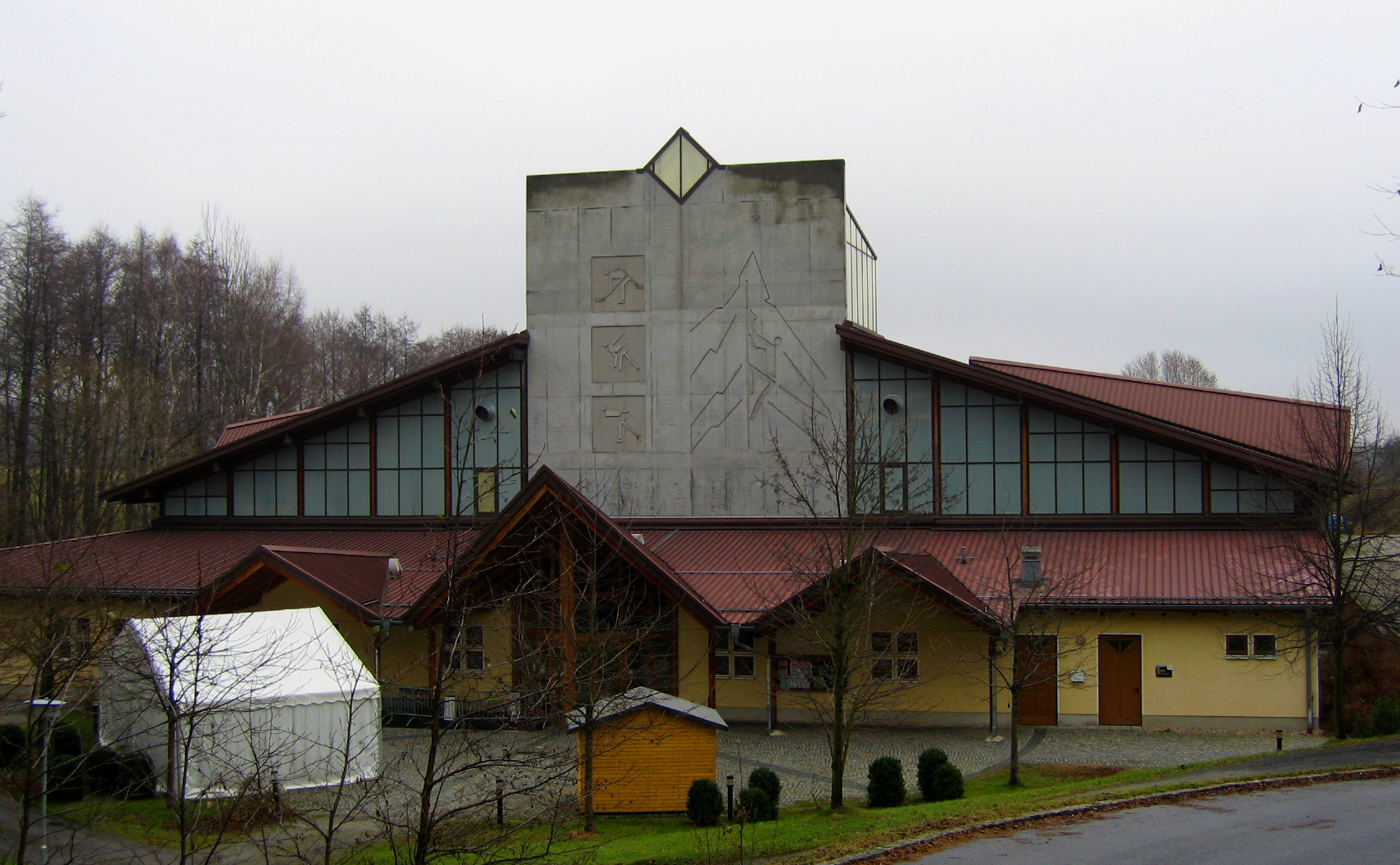
Die Sparkassen Arena in Jonsdorf

- 1954 Fertigstellung des Natureisstadions Jonsdorf
- 1996 Fertigstellung der Eishalle im FEZ (Freizeit- und Eissportzentrum), später Umbenennung in Sparkassen Arena